# モリー (オランウータン)
モリー（1952年?–2011年4月30日）は、上野動物園、後に多摩動物公園で飼育されていたオランウータンである。オランウータン飼育の実績に乏しかった日本において、日本最初の事例となる出産をこなし、飼育下のオランウータンでは世界最高齢となる59歳まで生きた。晩年はクレヨンを使って絵を描くようになり、「モリー画伯」と親しまれた。「モリ」「モーリー」の表記もある。

## 生涯
日本におけるオランウータンの歴史は古く、1792年（寛政4年）にはオランウータンが来日したという記録が見られる。しかし飼育成績は芳しいものではなく、戦前に来日したオランウータンの来日後の寿命は数箇月、長いものでも2年であった。上野動物園でも1925年（大正14年）来日の個体は半年、1928年（昭和3年）来日の個体は1箇月と短命で、1936年（昭和11年）9月にも南洋興発社長が園に寄付したオランウータンが来日したが、その後4箇月の寿命であった。
戦後、1955年に開催されたバンドン会議でインドネシアからオランウータンの譲渡が決まり、11月に3歳のメスが来日、上野動物園で飼育されることになった。このオランウータンはモリーと名付けられた。モリーは冬の寒さに困惑、病気で入院することもあったが乗り切り、日本に定着していった。
1961年（昭和36年）5月には最初の子を出産した。この出産はオランウータンの出産としては日本で最初の事例であった。出産の際には誕生直前にモリーが突然立ち上がり天井からぶら下がったため、そのままでは生まれた子が墜死する可能性があったが、モリー自身が子を受け止め、最悪の事態はまぬがれた。この子は初子と名付けられた。
1971年（昭和46年）8月には初子が最初の子を出産、モリーは孫を持つ身となった。生まれた子は三世であることにちなんで「みよ」と名付けられた。しかし初子は全く授乳をしようとしなかった。初子は1976年に第二子を産んだが、このときも同様であった。こうした現象は動物園生まれの他の動物にも見られた特徴で、園生まれの動物の繁殖に課題を残す結果となった。
モリー自身も1975年（昭和50年）に4度目の出産をした。このときモリーは23歳で、出産年齢でも出産回数でも記録を更新した。しかしモリーの子らはモリーほど長寿ではなく、モリーの4頭の子も、夫となった2頭も1999年までに全員が没した。
1986年からは東京都が「ズーストック計画」を推進、稀少種は各園で分担して飼育することになった。オランウータンは多摩で飼育することになったが、モリーは高齢で繁殖能力もないことから移動の対象から外され、上野で唯一のオランウータンとなった。このころには片目はほぼ見えなくなっており、もう一方も肉が垂れ下がり見えにくいことから、これをかき上げる仕草がモリーを象徴するものとなった。2002年（平成14年）には飼育係が試みに紙とクレヨンを与えたところ絵を描くようになり、個展も開かれた。
2005年（平成17年）には多摩動物公園に移され、2010年（平成22年）にはそれまでの世界最高齢記録に並ぶ58歳となった。しかし2011年（平成23年）、東日本大震災の発生時には声を出して動揺を示した後、以降は食欲を失い、4月に老衰で死亡した。